# Desidiati
Desidiati (latinsko Deasidiates, tudi Daesttiates) so bili ilirsko pleme, ki je živelo v rimski provinci Dalmaciji.
Desidiati so spadali med najhrabrejša in vojaško najspretnejša plemena v Dalmaciji. Pod rimsko kontrolo so bili že v prvi polovici 1. stoletja pr. n. št. Upravno in sodno so bili dodeljeni  mestu Narona. Najverjetneje so živeli v goratem prostoru severozahodno proti sedanjemu mestu Srebrenici - v tem primeru jim je dajalo moč predvsem rudarstvo - ter proti Pljevljam v današnji Črni gori; predvsem pa so zasedali Sarajevsko kotlino.
Proti Desidiatom se je že leta 35 pr. n. št. bojeval cesar Avgust  in to razmeroma neuspešno. V uporu proti rimski dominaciji na Balkanu, ki je izbruhnil leta 6. n. št., so skupaj z Brevki prevzeli kontrolo nad ozemljem. Takoj nato so Rimljani pričeli graditi cesto od glavnega mesta Salonae (tudi Salona, današnji Solin do Save in na njej uspostavili kontrolno službo.